# Saúde do trabalhador
A saúde do trabalho (ou também denominada saúde ocupacional) compreende um corpo de práticas teóricas interdisciplinares e interinstitucionais, desenvolvidas por diversos atores situados em lugares sociais distintos e informados por uma perspectiva das relações entre o social, as manifestações patológicas e a categoria trabalho, aparecendo como momento de condensação, em nível conceitual e histórico dos espaços individual (corporal) e social. 
É uma das áreas da segurança e saúde do trabalho (ou também denominada segurança e saúde ocupacional), constituindo um campo de saber próprio da saúde. Ela se estrutura a partir do tripé epidemiologia, administração e planejamento em saúde e ciências sociais em saúde, ao que se somam disciplinas auxiliares. Ela busca a compreensão dos vários níveis de complexidade entre o trabalho e a saúde e, tendo como conceito central, o processo de trabalho. Originado na economia política, o processo de trabalho é entendido como o cenário primário da organização dos processos produtivos, situando-se portanto na gênese dos agravos à saúde em coletivos diferenciados de trabalhadores .
O Brasil instituiu a sua Política Nacional de Saúde do Trabalhador e da Trabalhadora por meio da Portaria Nº 1.823, de 23 de agosto de 2012 ,  definindo os princípios, as diretrizes e as estratégias a serem observadas pelas três esferas de gestão do Sistema Único de Saúde (SUS), para o desenvolvimento da atenção integral à saúde do trabalhador. A Política enfatiza a Vigilância em Saúde do Trabalhador (VISAT), com o objetivo da promoção e a proteção da saúde dos trabalhadores e a redução da morbimortalidade decorrente dos modelos de desenvolvimento e dos processos produtivos. 
Com isso, a Saúde do Trabalhador no Brasil tem ganhado fundamentos sólidos e tem se fortalecido como um campo de estudo e intervenção. A interdisciplinaridade e a articulação entre diferentes atores e setores são necessários, visando à promoção da saúde, à prevenção de doenças ocupacionais e à melhoria das condições de trabalho. Esse enfoque ampliado da Saúde do Trabalhador contribui para a construção de uma abordagem integral e crítica, capaz de enfrentar os desafios e demandas emergentes no mundo do trabalho. 

## A atenção integral à Saúde do Trabalhador (ST)
Contempla três níveis de atuação: 
a) a vigilância, aqui incluídas as ações destinadas à definição dos perigos e dos riscos inerentes a um processo de trabalho; e à consequente promoção de medidas que visam ao adequado controle dos perigos e riscos e de controle médico, assim como um programa que permita a coleta e a análise dos dados gerados;
b) a assistência à saúde, incluindo serviços de acolhimento, atenção, condutas clínicas e ocupacionais e um sistema de benefícios justo; 
c) a abordagem e a conduta apropriadas aos determinantes sociais, individuais ou de grupos, que impactam negativamente na saúde da maioria dos trabalhadores. 

## Política Nacional de Saúde do Trabalhador e da Trabalhadora
De forma a fortalecer a ST no SUS, foi publicada em 2012, a Portaria 1.823, consolidada posteriormente no Anexo XV da Portaria de Consolidação nº 2/2017, do Ministério da Saúde, a qual definiu a Política Nacional de Saúde do Trabalhador e da Trabalhadora (PNSTT) de acordo com princípios, diretrizes e estratégias a serem observadas pelas esferas municipais, estaduais, distrital e federal da gestão do SUS, com o objetivo de desenvolver a atenção integral à saúde do trabalhador, com ênfase na vigilância, visando a promoção e a proteção da saúde dos trabalhadores e a redução da morbimortalidade decorrente dos modelos de desenvolvimento e dos processos produtivos. 
Os trabalhadores citados pela portaria são homens e mulheres, independentemente da sua localização urbana ou rural, formal ou informal, do seu vínculo empregatício, aprendiz, estagiário, aposentado ou desempregado são sujeitos desta política. Trata-se de uma Política Transversal às demais Políticas Públicas de Saúde, alinhada a um conjunto de outras políticas sociais, considerando os determinantes e condicionantes do processo saúde-doença-cuidado.
Os seus objetivos são: 
a) Fortalecer a Vigilância em Saúde do Trabalhador (VISAT) e a integração com os demais componentes da Vigilância em Saúde;
b) Promover a saúde e ambientes e processos de trabalhos saudáveis; 
c) Garantir a integralidade na atenção à saúde do trabalhador, que pressupõe a inserção de ações de saúde do trabalhador em todas as instâncias e pontos da Rede de Atenção à Saúde do SUS, mediante articulação e construção conjunta de protocolos, linhas de cuidado e matriciamento da saúde do trabalhador na assistência e nas estratégias e dispositivos de organização e fluxos da rede;
d) Ampliar o entendimento de que a saúde do trabalhador deve ser concebida como uma ação transversal, devendo a relação saúde-trabalho ser identificada em todos os pontos e instâncias da rede de atenção;
e) Incorporar a categoria trabalho como determinante do processo saúde-doença dos indivíduos e da coletividade, incluindo-a nas análises de situação de saúde e nas ações de promoção em saúde;
f) Assegurar que a identificação da situação do trabalho dos usuários seja considerada nas ações e serviços de saúde do SUS e que a atividade de trabalho realizada pelas pessoas, com as suas possíveis consequências para a saúde, seja considerada no momento de cada intervenção em saúde; 
g) Assegurar a qualidade da atenção à saúde do trabalhador usuário do SUS.
Saiba na íntegra através da Portaria disponibilizada pela Ministério da Saúde.

## Promoção e Prevenção de Saúde do Trabalhador
A implantação do Sistema Único de Saúde (SUS) teve um papel fundamental na organização da rede de serviços de saúde voltados para as demandas relacionadas a doenças e acidentes ocupacionais. Isso proporcionou aos trabalhadores uma assistência abrangente e integral. A abordagem da Saúde do Trabalhador, baseada no modelo da Saúde Coletiva, ganhou maior ênfase na promoção da saúde a partir do SUS, destacando-se por reconhecer os direitos fundamentais dos trabalhadores e promover a participação destes nas decisões que os afetam.
Dessa forma, as ações de Saúde do Trabalhador passaram a considerar o trabalhador como sujeito ativo, reconhecendo seu protagonismo nas mudanças necessárias para prevenir problemas de saúde relacionados ao trabalho, bem como melhorar as condições de vida e ambientais no ambiente de trabalho. Os trabalhadores tornaram-se os principais agentes de transformação, desempenhando um papel fundamental na prevenção de doenças ocupacionais e na busca por melhores condições de trabalho e vida.
Sabe-se que o trabalho, como um determinante de saúde, gera renda e promove uma melhor qualidade de vida para os indivíduos, sendo visto como fator de proteção para famílias, promovendo saúde. Entretanto, o mesmo pode acarretar o mal-estar e adoecimento, além de outros agravos.
Dentre as doenças causadas dentro do ambiente de trabalho, existe a perda auditiva induzida por ruído (PAIR), que é causada pelos níveis de pressão sonora elevados, ocasionando alterações nos limiares auditivos do indivíduo. Consiste em uma perda auditiva do tipo neurossensorial, geralmente bilateral, irreversível e progressiva de acordo com o tempo de exposição ao ruído . Diante do impacto que a perda auditiva pode causar na vida do trabalhador, é fundamental maior atenção em relação a saúde auditiva em todas as faixas etárias, considerando que, a audição saudável é importante para a comunicação e interação social. 

### Notificação Compulsória
A notificação compulsória pode ser descrita como uma medida oficial de comunicação às autoridades sanitárias sobre a ocorrência de determinado agravo à saúde ou uma doença relacionada, e pode ser realizada por qualquer profissional da área da saúde. Através do Sistema de Informação de Agravos de Notificação (SINAN), estabelecido na década de 90, são registradas as notificações de agravos e doenças que estão incluídos na lista nacional de doenças de notificação compulsória. Esses dados de notificação permitem compreender quais tipos de comorbidades afetam cada região e possibilitam traçar o perfil epidemiológico necessário para a implementação de intervenções adequadas conforme a necessidade.

### Centros de Referência em Saúde do Trabalhador (CEREST)
Os Centros de Referência em Saúde do Trabalhador (CEREST) foram estabelecidos pela Portaria 1.679, de 20 de setembro de 2002, do Conselho Nacional de Saúde. Eles desempenham um papel estratégico na Rede Nacional de Atenção à Saúde do Trabalhador (RENAST), oferecendo suporte institucional, técnico e educacional em Saúde do Trabalhador em suas áreas de abrangência, conforme definido na Resolução nº 603, de 8 de novembro de 2018, do Conselho Nacional de Saúde. Os CERESTs estão presentes em todo o território nacional e são responsáveis por articular ações intra e intersetoriais voltadas à saúde do trabalhador, abrangendo todos os aspectos, além de oferecer suporte técnico e assistência adequada ao SUS. Eles desempenham atividades de prevenção e vigilância em saúde do trabalhador, com o objetivo de melhorar a qualidade de vida e as condições de trabalho, além de fornecer informações epidemiológicas sobre os trabalhadores em cada região de saúde.

## Saúde do Trabalhador e da Trabalhadora e a Fonoaudiologia
Nos últimos anos, o papel do fonoaudiólogo vem se expandindo e se consolidando no âmbito da Saúde do Trabalhador. E, segundo a Resolução do Conselho Federal de Fonoaudiologia nº 467 de 24 de abril de 2015 , que dispõe as atribuições e competências, este profissional está apto para:
II - Integrar equipes de prevenção de agravos, promoção, preservação e conservação da saúde e valorização do trabalhador;
III – Integrar equipes de vigilância sanitária e epidemiológica;
IV – Realizar diagnósticos e prognósticos fonoaudiológicos;
V - Promover ações fonoaudiológicas, com o objetivo de auxiliar na readaptação profissional ao trabalho;
VI – Notificar o Sistema Único de Saúde (SUS), por meio do Sistema Nacional de Agravos de Notificação (SINAN), os agravos de notificação compulsória relacionados à saúde do trabalhador associados aos distúrbios fonoaudiológicos;
VII – Emitir a Comunicação de Acidente de Trabalho (CAT) para aqueles trabalhadores regidos tanto pela Consolidação das Leis do Trabalho (CLT) quanto pelo regime estatutário;
VIII - Promover processos de educação permanente de profissionais ligados à saúde do trabalhador;
IX– Desenvolver ações voltadas à assessoria e à consultoria fonoaudiológicas junto à saúde do trabalhador;
X - Realizar e divulgar estudos e pesquisas científicas que contribuam para a formação e a consolidação da atuação fonoaudiológica no âmbito da saúde do trabalhador;
XI – Participar das Comissões Intersetoriais de Saúde do Trabalhador em instâncias de Controle Social. Atuando na realização de vigilância, na identificação dos fatores determinantes dos agravos à saúde no trabalho para intervir sobre esses fatores, atuando além do diagnóstico de doença decorrente do trabalho, na prevenção e promoção de saúde. 

## Saúde do Trabalhador e audição
A atuação da fonoaudiologia na saúde do trabalhador tem sido cada vez mais reconhecida, apesar das restrições normativas que ainda existem. Ainda assim, há questões fundamentais a serem abordadas em relação ao papel desse profissional na equipe de saúde ocupacional, bem como às consequências enfrentadas pelos trabalhadores afetados pela Perda Auditiva Induzida por Ruído (PAIR). 
Diversos fatores influenciam o risco de Perda Auditiva Induzida por Ruído (PAIR), entre eles a intensidade, frequência, tempo de exposição e natureza do ruído. Indivíduos afetados pela PAIR relacionada ao trabalho podem enfrentar sintomas como intolerância ao zumbido e comprometimento da inteligibilidade da fala, prejudicando o processo de comunicação.
Conforme dados divulgados pela Organização Mundial da Saúde (2017), as perdas auditivas têm um impacto financeiro significativo nos sistemas de saúde, totalizando entre 67 a 107 bilhões de dólares anuais. Esses valores estimados não incluem os gastos relacionados a aparelhos auditivos pessoais e implantes cocleares. Além disso, há um custo adicional em termos de perda de produtividade, especificamente no caso de perdas auditivas relacionadas ao trabalho, que são estimadas em 105 bilhões de dólares anualmente. Esses custos decorrem do desemprego ou da aposentadoria precoce devido às dificuldades enfrentadas pelos indivíduos afetados.
Estudos indicam que mais de 5% da população mundial sofre com perda auditiva incapacitante, enfrentando dificuldades de comunicação decorrentes da Perda Auditiva Induzida por Ruído (PAIR) no ambiente de trabalho. Além disso, esses indivíduos também podem experimentar isolamento social e enfrentar estigmas associados às dificuldades auditivas, resultando em um impacto negativo em sua qualidade de vida.
Devido ao significativo impacto negativo na vida dos trabalhadores e na sociedade como um todo, a Perda Auditiva Induzida por Ruído (PAIR) foi oficialmente reconhecida no Brasil como uma doença ocupacional de notificação obrigatória em 2004. Isso implica que a suspeita de PAIR deve ser prontamente registrada no Sistema Nacional de Notificação de Agravos à Saúde por profissionais de saúde, reconhecendo a importância de monitorar e tratar essa condição desde o momento da suspeita.

### Perda auditiva induzida por ruído (PAIR)
A Perda Auditiva Induzida por Ruído (PAIR) é a alteração dos limiares auditivos resultante da exposição prolongada e contínua a elevados níveis de pressão sonora. Caracteriza-se como uma perda auditiva sensorioneural e tem como características principais a irreversibilidade e a progressão gradual com o tempo de exposição ao risco, isto é, uma vez que as células ciliadas forem lesadas não há como recuperá-las. A princípio, há o acometimento dos limiares nas frequências mais agudas, como, por exemplo, na faixa de 3000 a 6000 Hz. No entanto, caso a exposição não cesse, as frequências graves também serão lesionadas.

#### Sinais e sintomas
A PAIR gera alguns sintomas e dificuldades que variam conforme o tipo, grau e configuração da perda auditiva. Uns dos primeiros sintomas pode ser a dificuldade em ouvir e/ou manter uma conversa na presença de ruído de fundo, além do frequente aumento do volume da televisão e/ou telefone, dentre outros aparelhos eletrônicos.  O efeito da perda auditiva na percepção da fala tem dois componentes. O primeiro é a perda de audibilidade, que pode ser percebida como uma diminuição geral na intensidade que se ouve. O segundo componente é conhecido como "distorção" ou "perda de clareza" devido à perda seletiva de frequência.  Devido à sua maior frequência, as consoantes são caracteristicamente afetadas primeiro. Por exemplo, os sons /s/ e /t/ costumam ser difíceis de ouvir para aqueles com perda auditiva, afetando a clareza e, por sua vez, o entendimento da fala.

## Notificação de PAIR
A Perda Auditiva Induzida por Ruído (PAIR) é considerada uma doença de notificação compulsória, conforme estabelecido na Portaria GM/MS nº 104, publicada pelo Gabinete Ministerial/Ministério da Saúde, em 25 de janeiro de 2011, e atualizada pela Portaria GM/MS nº 1984, em 12 de setembro de 2014.  No entanto, estudos têm demonstrado que a notificação adequada da PAIR ainda é insuficiente. De acordo com o Boletim da Vigilância dos Agravos em Saúde relacionados ao trabalho, que apresenta dados sobre a ocorrência de PAIR no Brasil entre os anos de 2007 e 2012, foram notificados apenas 1.872 casos no SINAN (Sistema de Informação de Agravos de Notificação).
A notificação de acidentes e agravos relacionados ao trabalho desempenha um papel crucial no direcionamento de políticas e programas voltados para a saúde dos trabalhadores. Portanto, é de extrema importância que os serviços públicos de saúde dediquem uma maior atenção a esse problema. Através da notificação adequada dos casos de PAIR, é possível obter dados epidemiológicos mais precisos, que subsidiarão a implementação de medidas preventivas, a formulação de políticas de saúde e a adequada assistência aos trabalhadores afetados.
A falta de preparo acadêmico dos profissionais de saúde pode dificultar a identificação e notificação da PAIR, prejudicando o reconhecimento dos problemas de saúde relacionados ao trabalho. Um estudo feito em Curitiba mostrou que ao analisar as dificuldades relatadas pelos profissionais de saúde na notificação da PAIR, identificou-se a insuficiência na formação profissional, a falta de apoio da gestão, o descontentamento profissional e o receio da notificação como principais obstáculos. Além disso, observa-se uma lacuna na formação dos profissionais em relação à Saúde do Trabalhador em suas práticas diárias, a formação oferece uma visão limitada sobre o assunto. Muitos profissionais de saúde envolvidos no diagnóstico não atribuem relevância à saúde relacionada ao trabalho, o que resulta na falta de registro dos danos relacionados ao trabalho ou na ausência de formação adequada para desempenhar essa tarefa.
A importância da notificação deve ser reconhecida tanto nos ambientes de trabalho como entre os profissionais de saúde, não se restringindo apenas à sua realização no CEREST, mas sim ampliando-se para todas as áreas da saúde. Os dados obtidos por meio das notificações desempenham um papel essencial na redução da incidência de agravos e doenças. Ao traçar o perfil epidemiológico de cada região, torna-se possível desenvolver ações, políticas e programas que se adequem aos problemas prejudiciais à saúde dos trabalhadores, com o intuito de reduzi-los.